# Worshipful Society of Apothecaries

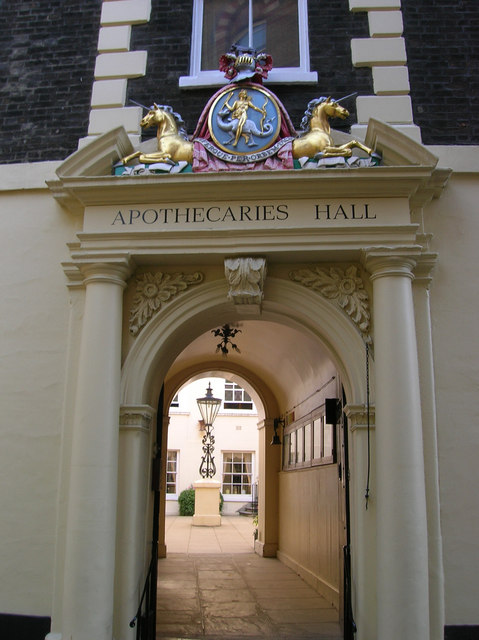
Eingang zu Apothecaries’ Hall.

Die Worshipful Society of Apothecaries in London ist eine der Livery Companies der City of London. Sie ist eine der größten Berufsverbände mit mehr als 1.600 Mitgliedern 2012. Sie steht auf dem 58. Platz in der order of precedence.
Die Gesellschaft ist selbst Mitglied im Verband der The London Museums of Health & Medicine und ihre Gildenkirche ist St Andrew-by-the-Wardrobe.
Die Gesellschaft übernimmt heute Aufgaben bei sozialen, zeremoniellen und philanthropischen Aktivitäten und im Bereich von Bildung und Erziehung und unterstützt die City of London, deren Verwaltung und den Lord Mayor of London.

## Geschichte
Vor der Gründung der Gesellschaft 1617 gehörten die Apotheker in London zur Grocers’ Company (gegründet 1345: „Mistery of Grossers, Pepperers and Apothecaries“). Vor 1300 waren sie Mitglied der Guild of Pepperers (gegründet vor 1180).
Die Apotheker trennten sich 1617, nach langen Unabhängigkeitsbemühungen, von der Grocers’ Company, als sie von Jakob I. eine Royal Charter erhielten. Bis zum Ende des 17. Jahrhunderts forderten ihre Mitglieder (unter anderem Nicholas Culpeper) das Monopol des College of Physicians heraus, die allein berechtigt waren, Medizin zu betreiben. 1704 stieß das House of Lords eine Entscheidung der Queen's Bench im „Rose Case“ um, wodurch den Apothekern das Recht zugestanden wurde, Medizin zu treiben. Dadurch wurden die Apotheker zu dieser Zeit die Vorreiter des heutigen Hausarzt-Systems, beziehungsweise der Allgemeinmedizin.
Der Apothecaries Act 1815 verlieh der Gesellschaft die Befugnis, Mediziner in England und Wales zu lizenzieren und deren Arbeitsgebiete zu regulieren. Die Gesellschaft behielt diese Rolle als Mitglied des United Examining Board bis 1999; sie hatte auch danach noch die Befugnis, machte nach der Auflösung des United Examining Board aber nur noch selten Gebrauch davon.
Unter den bekannten Persönlichkeiten, die sich durch die Lizenzierung der Gesellschaft für einen medizinischen Beruf qualifizierten, waren John Keats (1816), Elizabeth Garrett Anderson (1865, die damit die erste Frau in Großbritannien wurde, die einen medizinischen Beruf ausübte) und der Nobelpreisträger Sir Ronald Ross KCB FRS (1881).

## Motto und Wappen

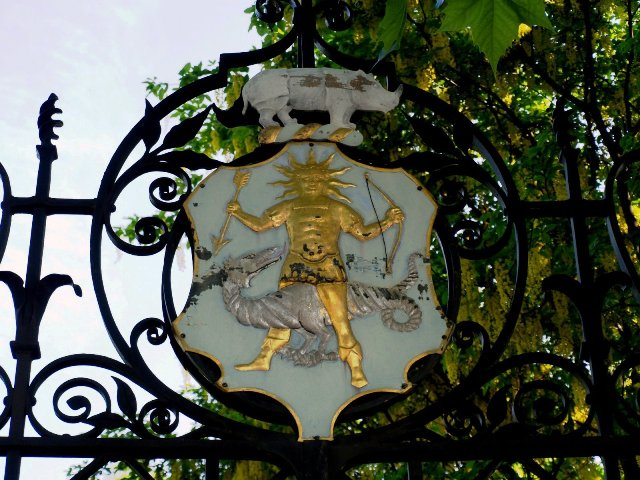
Shield and Crest der Apotheker
über dem Südtor des Chelsea Physic Garden.

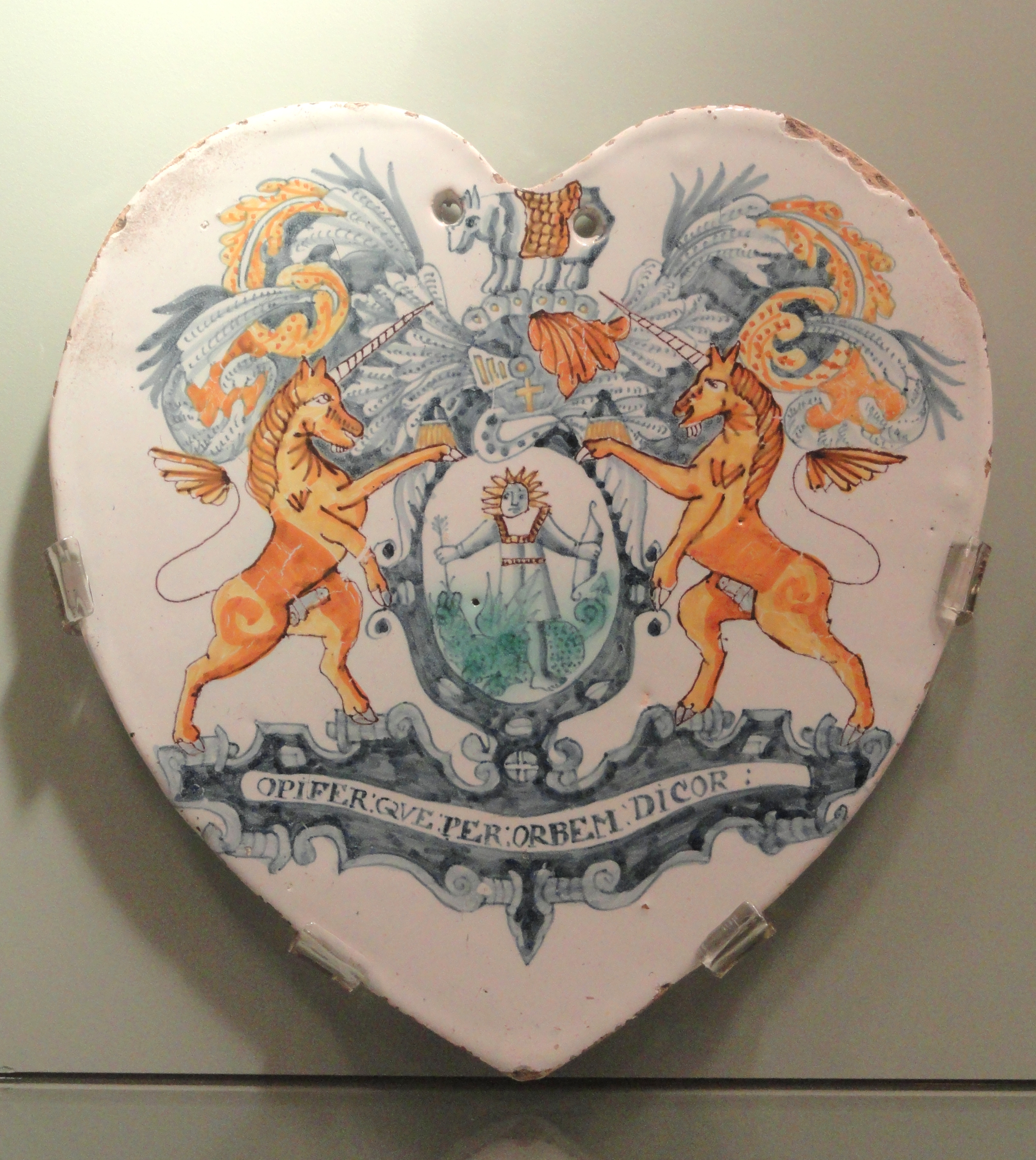
Kachel mit dem Wappen. Um 1665, Toronto.

Der Society wurde von William Camden (Clarenceux) am 12. Dezember 1617 ein Wappen verliehen, gerade mal eine Woche nach dem Erhalt der Royal Charter, woraus man auf längere Vorarbeiten noch unter dem gemeinsamen Dach der Grocers’ Company schließen kann. Die Society war dagegen nicht so schnell darin ihre Rechnung beim College of Arms zu bezahlen. Die Bezahlung wurde vom Court erst im April 1620 angeordnet.
Die Verleihungsurkunde (Grant) von 1617 beschreibt den „Erfinder der Medizin“ (the inventor of physic), Apollo, mit strahlendem Kopf, der die Pestilenz besiegt, die heraldisch durch einen Wyvern dargestellt wird. Apollo hält Pfeil und Bogen in den erhobenen Händen.

Das Motto der Gesellschaft lautet Opiferque Per Orbem Dicor, ein lateinisches Teilzitat aus Ovid, welches auf Apollo anspielt. Es hat die Bedeutung: „Überall in der Welt werde ich der Hilfebringer genannt“. Das volle Zitat aus dem ersten Buch der Metamorphosen (Daphne und Apollo) stellt den Zusammenhang mit der Medizin her:

 Inventum medicina meum est, opiferque per orbem dicor, et herbarum subiecta potentia nobis. Hei mihi, quod nullis amor est medicabilis herbis; nec prosunt domino, quae prosunt omnibus, artes!
„Medizin ist meine Erfindung, überall in der Welt werde ich der Hilfebringer genannt, und die Kraft der Kräuter ist in meiner Macht. Aber ach! weil es keine heilenden Kräuter gibt für die Liebe; und so helfen nicht dem Herrn, die Fähigkeiten, die allen halfen!“
Die Schildhalter sind goldene Einhörner und das Helmkleinod ist ein Rhinoceros. Die Einhörner waren möglicherweise zur Ehre von James I. und die Hörner von Einhorn und Rhinoceros galten als |Pharmaka. Die Darstellung der Helmzier basiert auf Dürers Darstellung eines Rhinocerus von 1515.
Die Darstellung in der ursprünglichen Verleihungsurkunde verleiht der Gesellschaft auch den Helm eines Peersranges und der Text beschreibt eine rot-weiße Helmdecke. Dies ist speziell und unüblich, obwohl auch einige andere Companies Helme des Adels in den Wappen führen (Worshipful Company of Fishmongers, Worshipful Company of Goldsmiths, Worshipful Company of Clockmakers).
Die Bezeichnung 'Society' statt des gewöhnlichen 'Company' hat rein traditionelle Gründe, wobei die Charter und auch die Verleihungsurkunde beide Begriffe benutzen.

## Apothecaries’ Hall

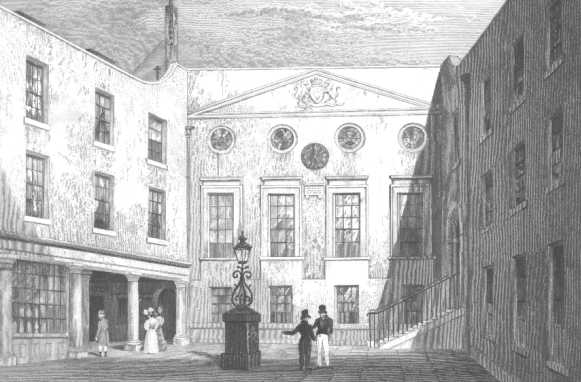
Hof der Apothecaries’ Hall, 1831.

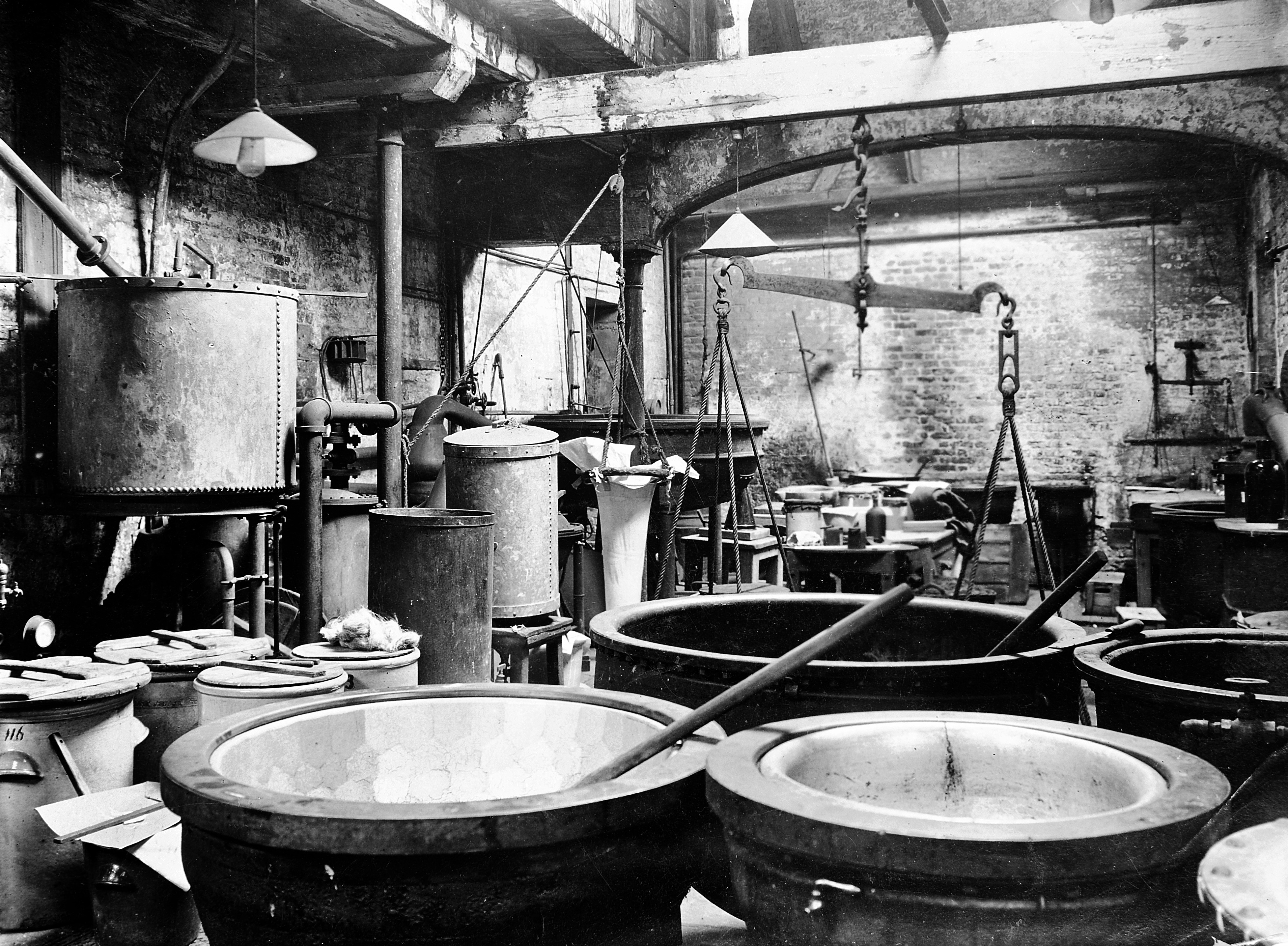
Labor der Society, 1922.

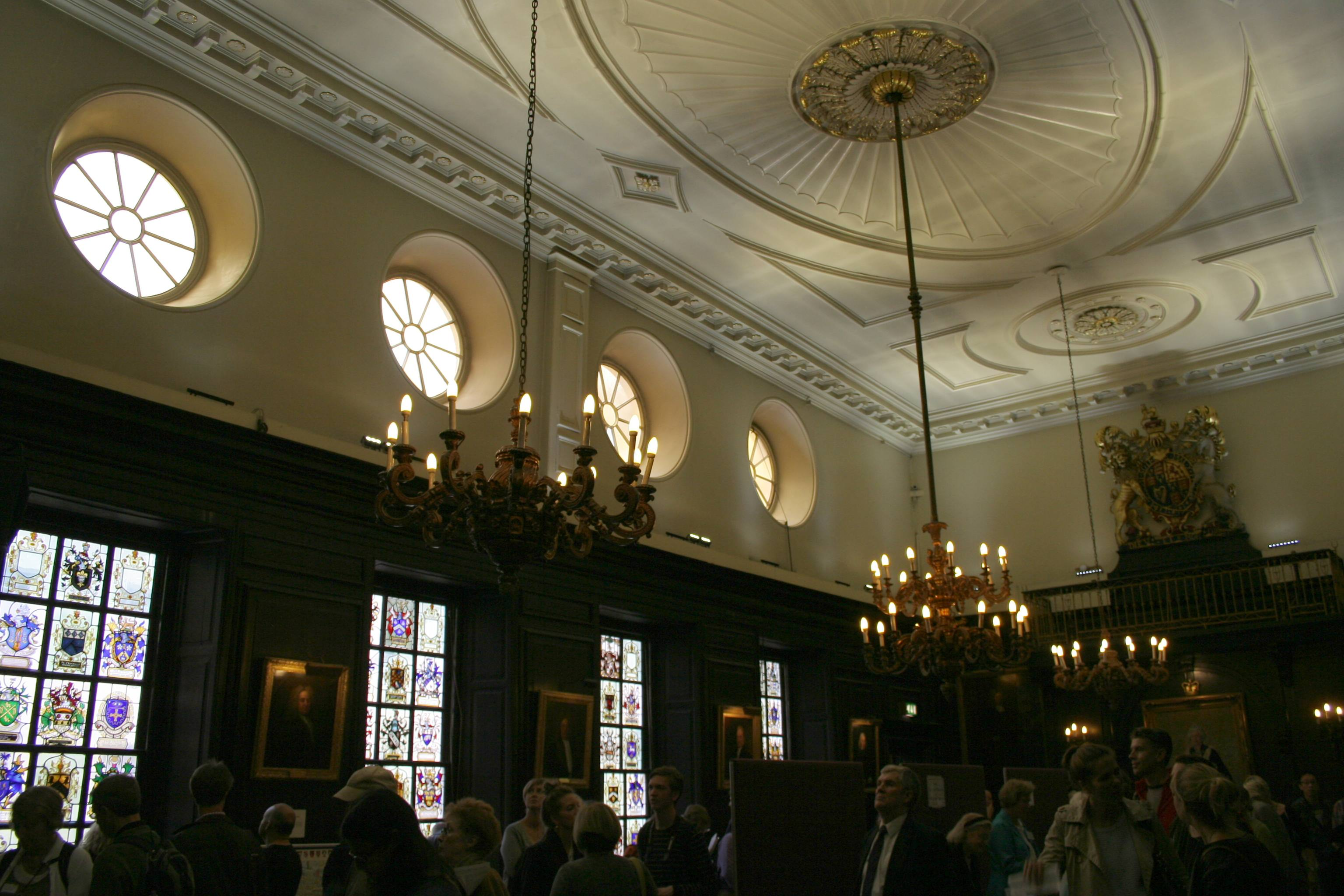
Interior der Apothecaries’ Hall, 2013

Sitz der Gesellschaft ist die Apothecaries’ Hall in Blackfriars (London). Das Gebäude war ursprünglich ein Teil der Dominican Priory der Black Friars, und hieß bis zur Erwerbung durch die Gesellschaft 1632 Cobham House.
Das Gebäude wurde im Großen Brand von London 1666 zerstört. Das neue Gebäude wurde nach Entwurf Edward Jerman an derselben Stelle errichtet und 1672 fertig gestellt. Schon damals wurde ein „Elaboratory“ eingerichtet, was das erste Mal die Manufakture von Drogen. Bis 1922 stellte die Society medizinische pharmazeutische Produkte in der Hall her und verkaufte einige dieser Produkte an einer Einzelhandelsverkaufsstelle an der Water Lane (Blackfriars Lane). Viele dieser Medikamente dienten dem Bedarf von Clienten wie Royal Navy, British Army, Britische Ostindien-Kompanie u. a.
1780 wurde an dem Gebäude grundlegende Renovierungsarbeiten durchgeführt. Eine Renovierung in den 1980s veränderte fast nichts an dem Erscheinungsbild des späten 18. Jahrhunderts.
Apothecaries’ Hall ist die älteste bestehende Livery Hall in der City of London. Die Anordnung von Großer Halle, Court Room (Gerichtssaal) und Parlour (Salon) im Obergeschoss stammt aus der Bauzeit von 1668 bis 1670.

## Ausbildung –  Geschichte und Qualifizierungen
Zusätzlich zu Fortbildungen für Apotheker bot die Gesellschaft bis 1999 auch einfache medizinische Qualifizierungen an. Seit dem 1815 Apothecaries’ Act, der durch weitere Acts of Parliament ergänzt wurde, konnte man die Lizenz Licentiate of the Society of Apothecaries (LSA) erwerben.
Als der General Medical Council 1858 eingerichtet wurde, wurde auch das LSA als Qualifikation registriert. Seit 1885 beinhaltete die Prüfung Operation, Geburtshilfe und Gynäkologie, was vom Medical Act 1886 gefordert wurde und 1907 wurde der Titel daher in LMSSA geändert. Die Gesellschaft verlor 2008 ihre Anerkennung beim General Medical Council als Dienstleister für einfache medizinische Qualifikationen, nachdem bereits 1999 das United Examining Board abgeschafft worden war.
Zwischen 1815 und 1998 richtete die Gesellschaft auch die Examen für Apothecaries’ Assistants (Dispensers) aus. Agatha Christie machte dieses Examen 1917 und lernte dabei sicher vieles, was sie später in mehr als 80 Giftmorden in ihren Büchern anwendete.
Seit 1928, als die Gesellschaft die erste Postgraduate Qualification in Midwifery (the Mastery of Midwifery, MMSA) erfand, haben Apotheker die Pionierleistung erbracht, 15 weitere Diplome in spezialisierten Fachbereichen einzuführen die nicht von Universitäten, Medical Royal Colleges oder anderen medizinischen institutionen angeboten werden. Dazu gehört zum Beispiel das Diplom für Forensic and Clinical Aspects of Sexual Assault (2009–2014), welches 2014 von der Faculty of Forensic and Legal Medicine übernommen wurde.
Die Gesellschaft verleiht derzeit Diplome in folgenden Qualifikationen (mit Jahr der Einführung):
- Medical jurisprudence (1962), History of medicine (1970), GenitoUrinary medicine (1973), Philosophy of medicine (1978), Medical care of catastrophes (1994), Forensic medical sciences (1998), HIV medicine (2002).

Darüber hinaus unterstützt die Gesellschaft heutzutage Dozenten an den UK Medical Schools und organisiert Kurse und öffentliche Vorträge mittels zweier Faculties: die Faculty of the History and Philosophy of Medicine and Pharmacy und die Faculty of Conflict and Catastrophe Medicine.

## Veranstaltungen und Vorlesungen

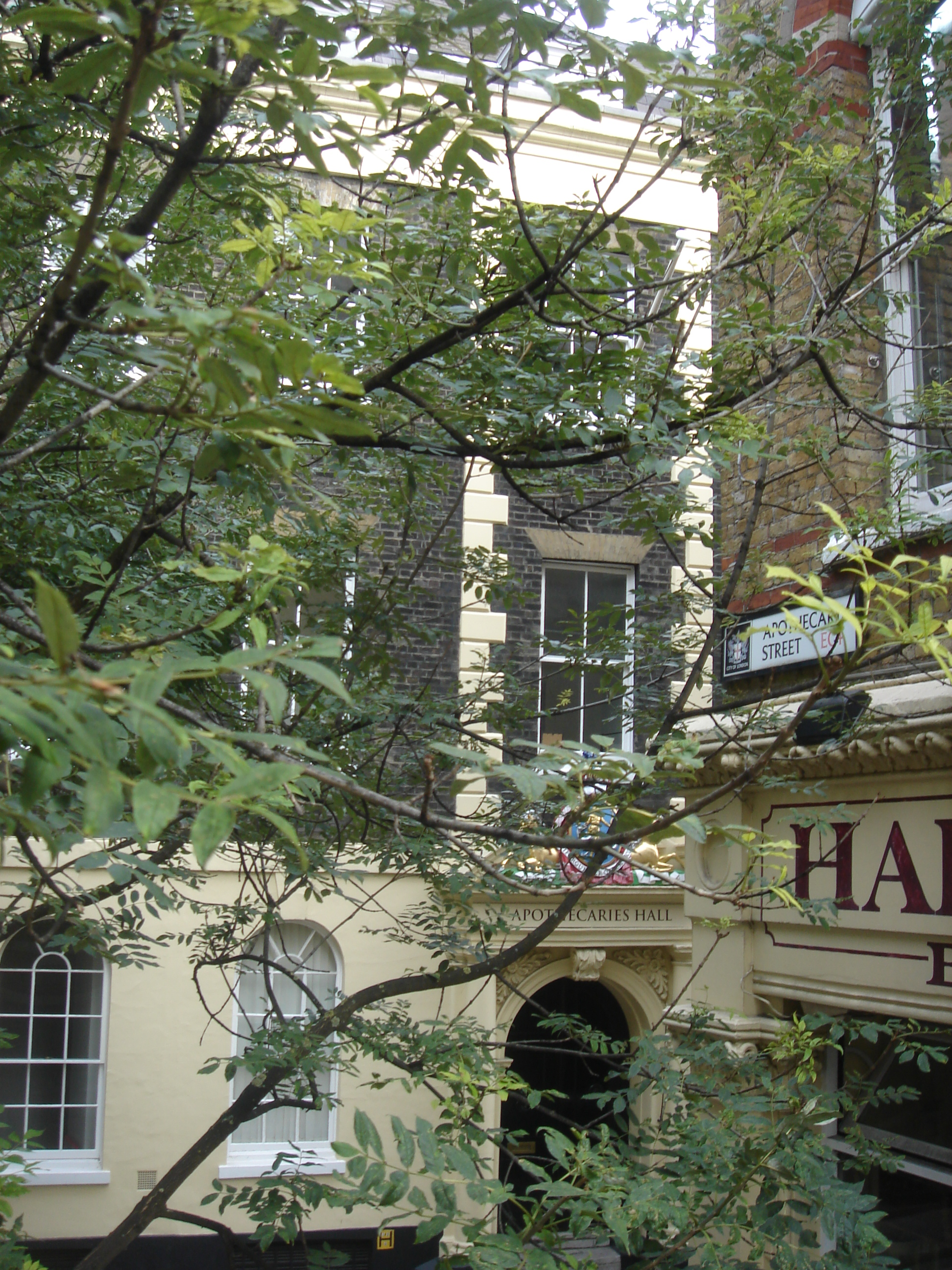
Apothecaries’ Hall von der Apothecary Street aus.

Die „Apothecaries“ haben ein umfangreiches Programm für Mitglieder aber auch für die Öffentlichkeit. Die Apothecarie's Hall ist am Open House Day für die Öffentlichkeit zugänglich. Darüber hinaus werden von der Faculty of Conflict and Catastrophe jährlich zwei öffentliche Vorträge organisiert: die Audrey Few Lecture und die Elizabeth Garrett Anderson Lecture und von der Faculty of the History and Philosophy of Medicine and Pharmacy werden Vorträge organisiert, die nach bedeutenden Persönlichkeiten benannt sind: Monckton Copeman, Geoffrey Flavell, John Locke, Osler, Sydenham, Sir Hans Sloane, Gideon de Laune.

## Archiv
Die Society of Apothecaries unterhält ein Archiv, das als 'The Collection' bekannt ist. 2002 erhielt das Archiv sogar Mittel aus der Heritage Lottery.

## Mitglieder und Vereinsstruktur

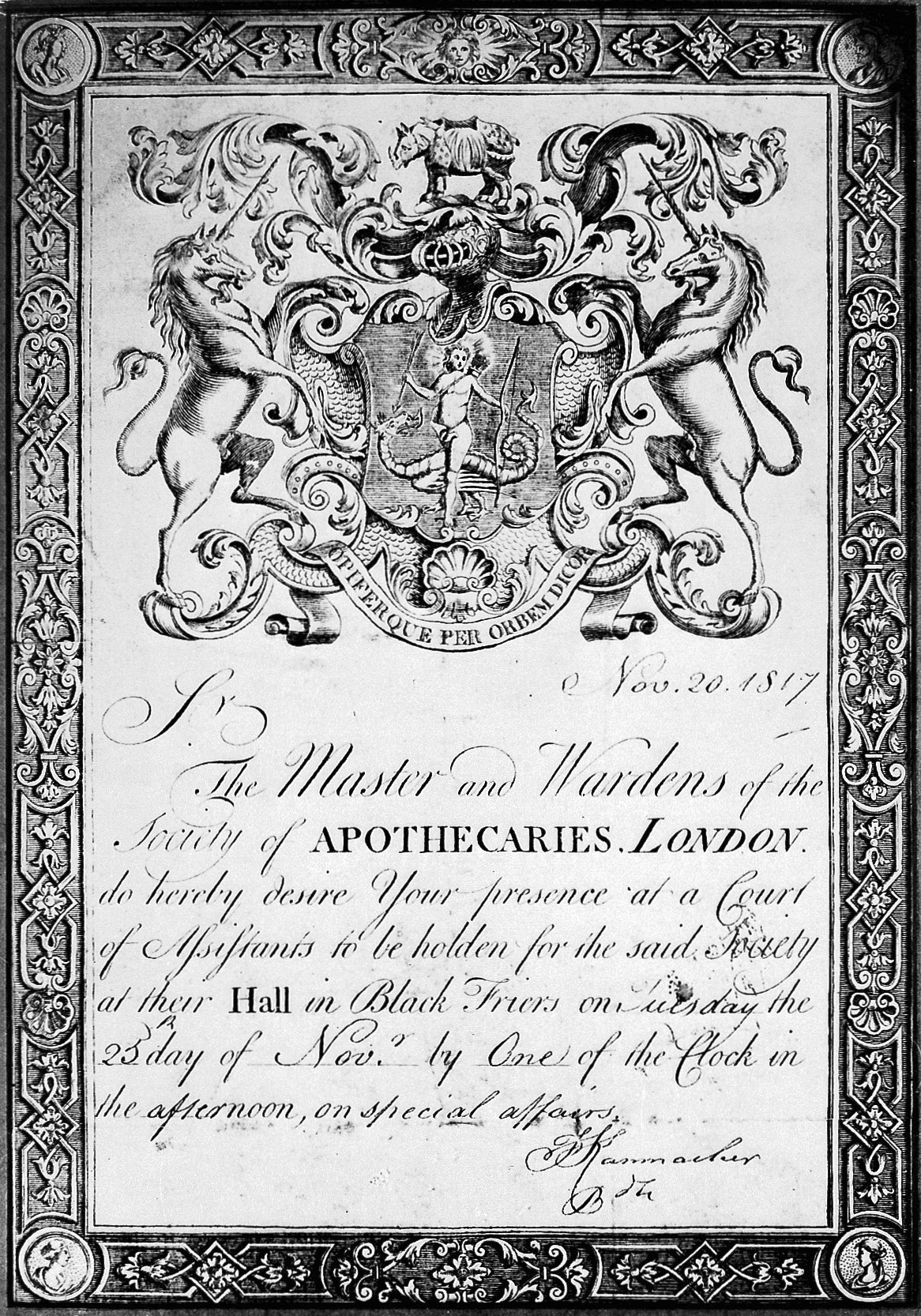
Assistant summons to the Court, 1817.

Mindestens 80 % der Mitglieder müssen medizinische Berufe ausübern und mindestens 85 % müssen qualifizierte beziehungsweise registrierte Pharmazeuten sein. Tatsächlich setzt sich die Mitgliederschaft vor allem aus prominenten Medizinern zusammen, weniger aus Surgeons, die aus historischen Gründen öfters Mitglieder der Barbers' Company sind.
Folgende Ränge werden in der Society vergeben:
- Master
- Warden („Senior Warden“, „Junior Warden“)
- 21 Assistants (sowie einige Assistants emeriti)
- Liverymen (Vollmitglieder, die zugleich Freemen der City of London sind. Liverymen teilen sich in zwei Klassen: „Guardant“ und „Couchant“)
- Freemen of the society („Yeomen“)
- Apprentices

Master, Wardens und Assistants formen zusammen den „Court“ der die Geschäfte der Gesellschaft führt.
Mitglieder des Court tragen dunkelblaue Röcke mit goldenen Paspeln. Master und Wardens tragen Amtsketten und spezielle Roben – die Master-Robe ist mit Bisamfell (musquash) verbrämt, die Roben der Wardens sind mit Iltisfell (fitch) verbrämt.
Liverymen werden beim Erreichen dieses Ranges eingekleidet (heute mit einer schwarzen Robe und einer blau-creme-farbenen Epitoge).
Akademische Kleidung ist nur für zwei Anlässe vorgesehen: für die Qualifikation des Master of Midwifery (MMSA – abgeschafft 1963, hellblaue lammfell-verbrämte Robe mit blau-weißer Epitoge) und ein dunkelblauer Rock mit blau-goldenen Paspeln für den Licentiate (LMSSA).
Der Gesellschafter (Chief Operating Officer) wird als „Clerk“ bezeichnet und die Hall iwird vom „Beadle“ geführt.
Der Clerk trägt eine schwarze Anwaltsrobe mit Blauen Tressen und die Robe des Beadles ist mit kleinen Rosetten verziert.
darüber hinaus gibt es einen Dean, den Registrar, den Curator und die Presidents of the Faculties.

## Chelsea Physic Garden

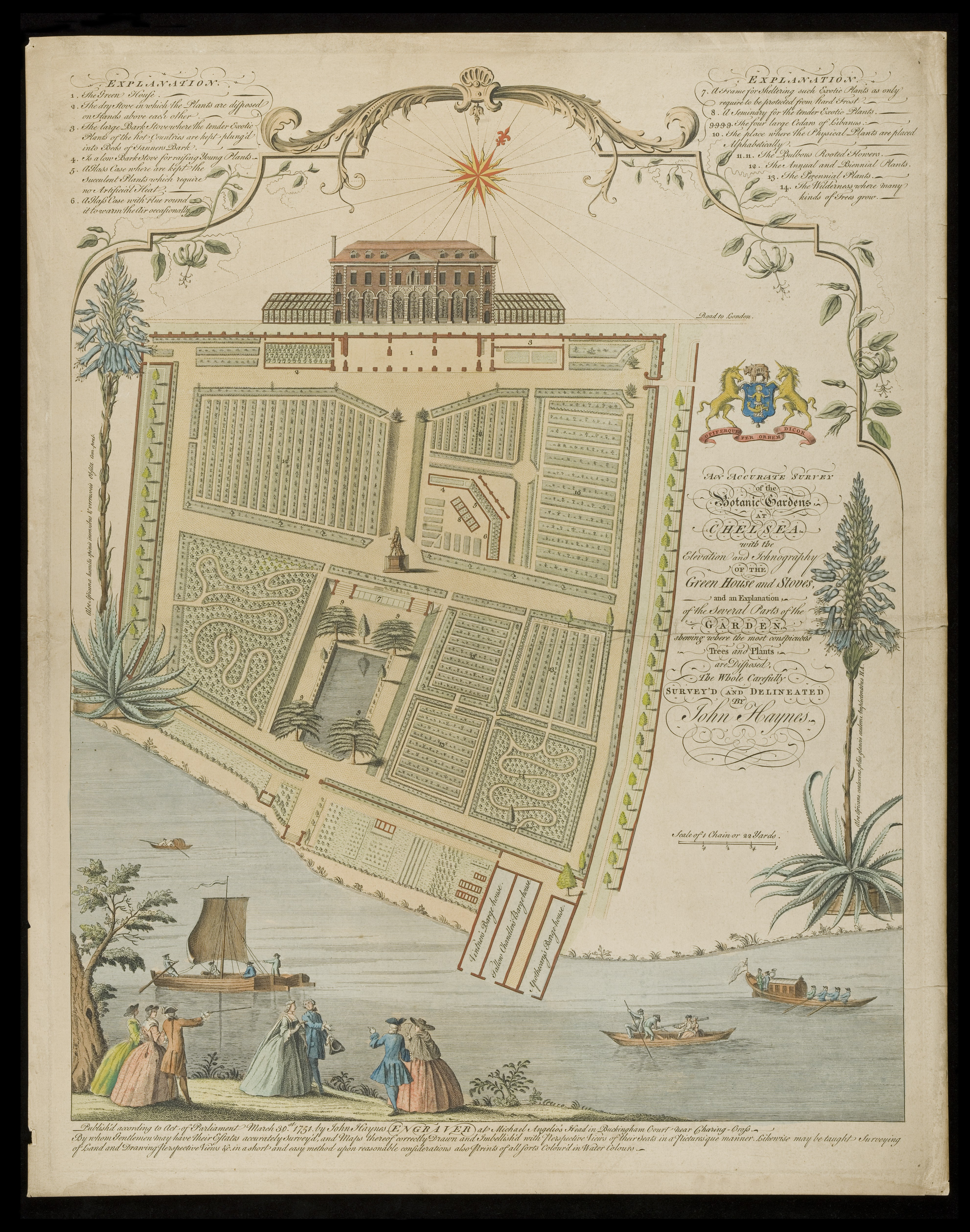
The Physic Garden, Stich von 1751.

Die Society of Apothecaries ist vielleicht am bekanntesten für die Gründung des Chelsea Physic Garden, 1673 in London. Dieser ist einer von Europas ältesten Botanischen Gärten und der zweitälteste in Britannien. Sir Hans Sloane verlieh der Society die Rechte an dem Manor von Chelsea. Der 4 acre (1,6 ha) große Garten wurde unter der Direktion von Philip Miller zur artenreichsten Sammlung von Medizinpflanzen in Europa. Das Saatgut-Tauschprogramm, das ursprünglich mit dem Hortus Botanicus Leiden gestartet hatte, ermöglichte die erste Pflanzung von Baumwolle in der Colony of Georgia.
Erst seit 1983 ist der Garten eine Charitable organization und seither für die Öffentlichkeit zugänglich.